# Parc des jardins aquatiques
 (juin 2025).
Motif : Insuffisance en matière de sources secondaires requises. Cf WP:CAA 
- Archive Wikiwix
- Bing
- Cairn
- DuckDuckGo
- E. Universalis
- Gallica
- Google
- G. Books
- G. News
- G. Scholar
- Persée
- Qwant
- (zh) Baidu
- (ru) Yandex
- (wd) trouver des œuvres sur Wikidata

| 1. | Préciser le motif de la pose du bandeau. | Précisez le motif de la pose du bandeau en utilisant la syntaxe suivante : {{admissibilité à vérifier\|date=juin 2025\|motif=remplacez ce texte par le motif}}                                   |
| 2. | Informer les utilisateurs concernés.     | Pensez à avertir le créateur de l'article, par exemple, en insérant le code ci-dessous sur sa page de discussion : {{subst:avertissement admissibilité à vérifier\|Parc des jardins aquatiques}} |

Le parc des jardins aquatiques est un site de découverte économique[réf. nécessaire] dédié aux plantes aquatiques, aux bassins de jardin,  à la biodiversité et aux carpes Koï du Japon , situé autour du moulin des Vernes à Saint-Didier-sur-Chalaronne, dans le département de l'Ain, en Auvergne-Rhône-Alpes. Créé en 1994, il est fermé en 2024.

## Présentation
Le site comprend un parc de 35 000 m2 en extérieur. Il a été ouvert en 1994.
Le jardin aquatique comprend une vingtaine de bassins où vivent des carpes Koï issues des éleveurs japonais. Le jardin des bambous présente plus de 30 variétés de bambous différents autour d'une cascade monumentale de 3 mètres de hauteur qui anime un bassin où se trouvent les plus belles carpes Koï du parc.
Avec 20 000 visiteurs en 2022, Le parc fait partie des dix sites touristiques les plus visités du département de l'Ain[réf. nécessaire].
Le parc ferme ses portes en 2024.